# Halifax Windjammers
Halifax Windjammers fu una franchise cestistica canadese di Halifax che tra il 1991 e il 1994 militò in World Basketball League e, a seguire, in NBL.
Disputarono i campionati WBL 1991 e 1992. Dopo il fallimento della lega, aderirono alla NBL nel 1993. Durante la stagione 1994 erano al primo posto quando la lega fallì. Scomparvero dopo la stagione.

## Stagioni
| Stagione | Lega | Denominazione       | V  | P  | %    | Piazzamento | Play-off |
| -------- | ---- | ------------------- | -- | -- | ---- | ----------- | -------- |
| 1991     | WBL  | Halifax Windjammers | 21 | 30 | 41,2 | 4º          | -        |
| 1992     | WBL  | Halifax Windjammers | 19 | 14 | 57,6 | 4º          | -        |
| 1993     | NBL  | Halifax Windjammers | 20 | 26 | 43,5 | 5º          | -        |
| 1994     | NBL  | Halifax Windjammers | 15 | 6  | 71,4 | 1º          | -        |